# Alexandre-Denis Abel de Pujol

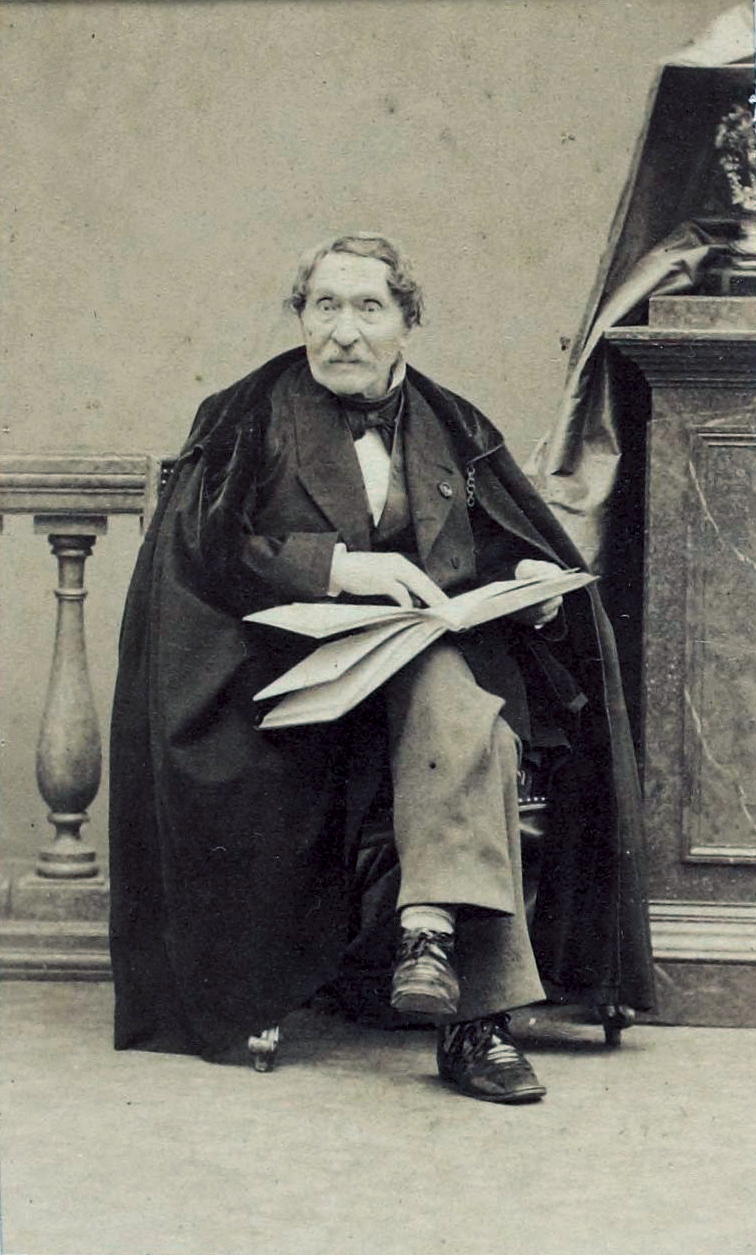
Abel de Pujol, ca.1860

Alexandre-Denis Abel de Pujol (Valenciennes, 30 gennaio 1785 – Parigi, 28 settembre 1861) è stato un pittore francese di gusto neoclassico.

## Biografia
Fu figlio naturale del barone Alexandre Abel de Pujol de Mortry, notabile di Valenciennes. Qui, nell'Accademia fondata dal padre, studiò dal 1799 al 1803 disegno, per proseguire gli studi all'Institut de France di Parigi e frequentare l'atelier di Jacques-Louis David.
Del 1806 è il suo primo Autoritratto – un altro viene dipinto nel 1812. Cominciò a esporre le sue tele nei Salons nel 1808; nel 1810 ottenne il secondo premio con il dipinto Giacobbe benedice i figli di Giuseppe, il primo premio nel 1811 con Licurgo presenta l'erede al trono, dipinto nell'occasione della nascita dei Napoleone II di Francia, mentre nel 1817 venne premiato il suo Santo Stefano predica il Vangelo. Nel 1815 aveva avuto un figlio che divenne anch'egli pittore, senza tuttavia riuscire ad eguagliare il successo del padre.
Proseguì la carriera di successo con La Vergine al sepolcro, Le Propetidi mutate in pietra, Achille Deharlay davanti ai congiurati, la Clemenza di Cesare, la Morte di Germanico, Ruth e Noemi, Giuseppe spiega i sogni, L'amore cosmogonico.
A partire dal 1828 realizzò i cartoni delle vetrate, rappresentanti San Giovanni Battista, san Giovanni Evangelista e san Giuseppe, per i vetrai inglesi Warren-White e Edward Jones: le corrispondenti vetrate si trovano nella navata laterale destra della chiesa di Santa Elisabetta d'Ungheria a Parigi.
Nel 1835 divenne insegnante dell'Académie des Beaux-Arts di Parigi e ottenne la Legion d'onore. Sposato nel 1836 con la giovane allieva Adrienne Grandpierre-Deverzy e ormai fra i pittori ufficiali del Secondo Impero, condusse affreschi al Louvre, nella Galleria di Diana nel Castello di Fontainebleau e nel palazzo della Borsa di Parigi, e partecipò all'Esposizione universale del 1855 con La città di Valencienne incoraggia le arti.
Fra i suoi allievi si ricorda Eugène Accard.

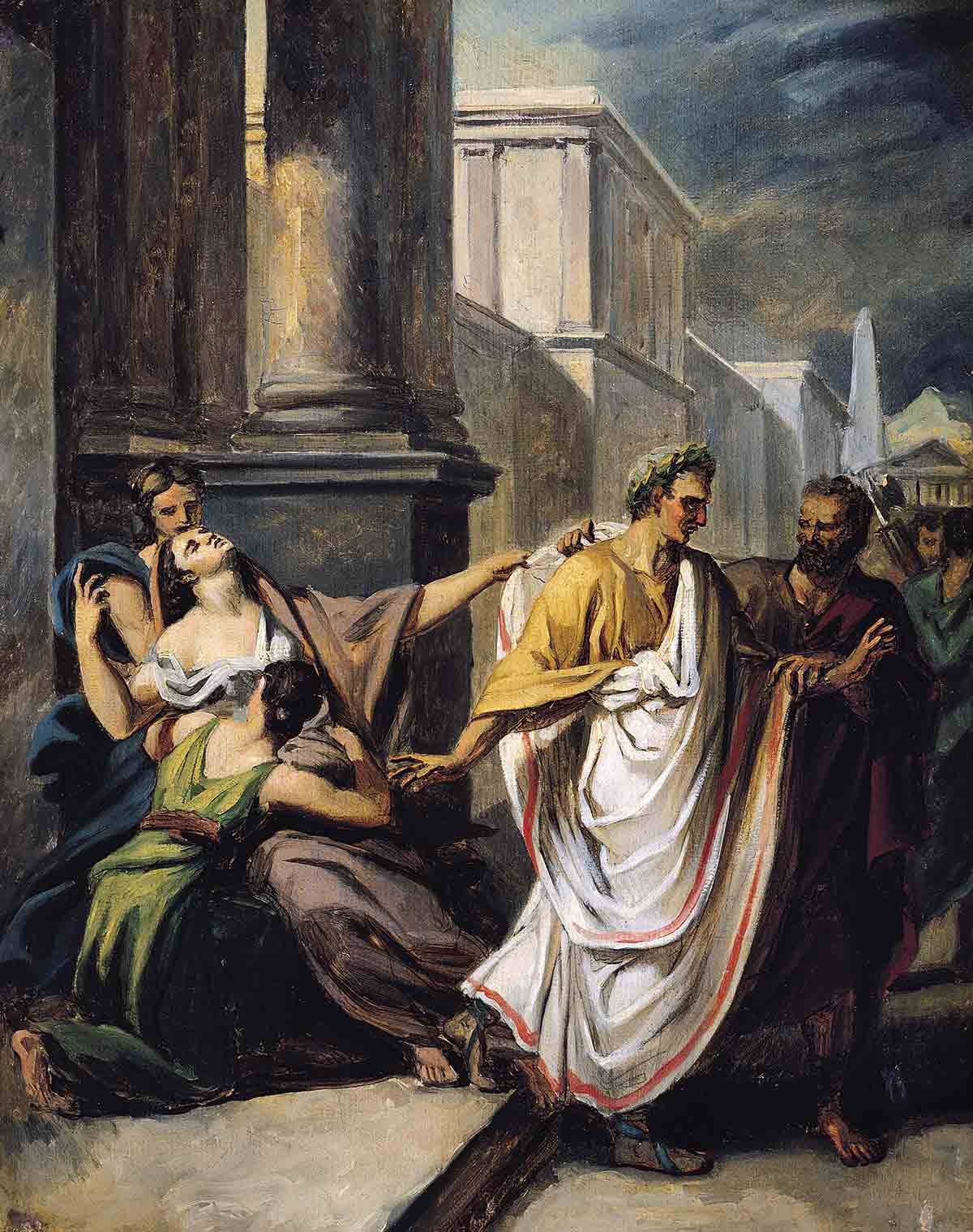
Cesare va al Senato alle idi di marzo
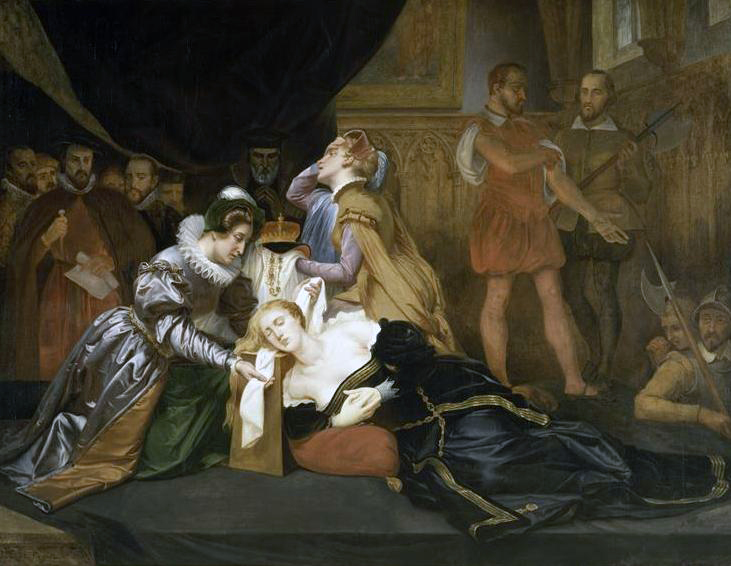
Esecuzione di Mary Queen of Scots
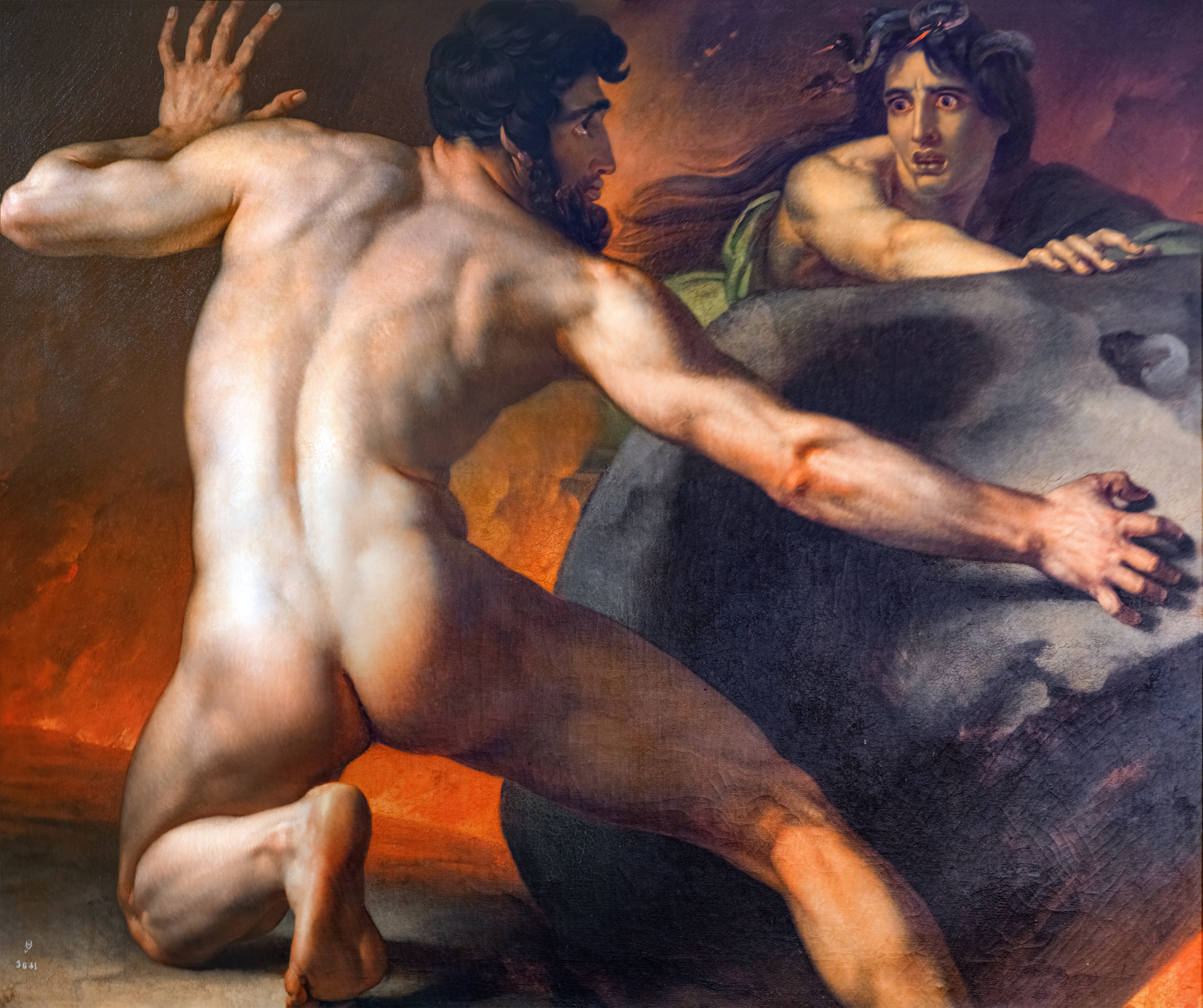
Sisifo fa rotolare eternamente la sua roccia